# Narcís Abrés
Narcís Abrés (¿? - Tarragona, 1827), también conocido como "Pixola" y "Carnisser" fue un guerrillero y bandolero de la década de 1820. 

## Biografía
Ejercía el oficio de carnicero en Cassá de la Selva. En 1822 participó en la revuelta realista en contra de la política liberal y la Constitución de Cádiz. Cuando en 1823 se restauró el poder absoluto bajo Fernando VII de España, fue llamado "capitán". Más adelante, pese al retorno al absolutismo de Fernando VII durante la década ominosa, se rebeló otra vez contra el liberalismo en el episodio conocido como la Guerra de los Agraviados en 1827, esta vez contra el mismo rey al considerar que se había desviado. Llegó a ser uno de los líderes del corregimiento de Gerona, y en septiembre inició el sitio de la ciudad durante un mes. El 22 de septiembre afirmó públicamente que el alto clero y el Consejo de Estado estaban implicados en la rebelión. Fue detenido y el 21 de noviembre de 1827 fue ahorcado en Tarragona.